# Programování (hudba)
Programování je forma hudební produkce, která využívá elektronická zařízení, jako jsou například sekvencery, ke generování zvuků hudebních nástrojů. Programování je používáno v téměř všech formách elektronické hudby a ve většině hiphopové hudby od devadesátých let. Často se také používá v moderním popu a raprocku z různých míst světa, a někdy také v jazzu a soudobé klasické hudbě. V jednadvacátém století bylo programování začleněno do různých stylů screamo a metalcorové hudby, známé jako crunkcore, respektive electronicore.